# Дель Торо, Гильермо
Гилье́рмо дель То́ро Го́мес (исп. Guillermo del Toro Gómez; род. 9 октября 1964, Гвадалахара, Халиско, Мексика) — мексиканский кинорежиссёр, сценарист, продюсер, писатель. Дель Торо чаще всего работает в жанрах ужасов, мистики и фэнтези, его фильмы славятся гротескными образами фантастических существ. Лауреат премий «Оскар» за «Лучшую режиссёрскую работу», «Лучший фильм» («Форма воды») и «Лучший мультфильм» («Пиноккио»); также номинировался на «Оскар» за фильм «Лабиринт фавна».

## Биография
Гильермо Дель Торо родился 9 октября 1964 года в Гвадалахаре (штат Халиско, Мексика). Проходил обучение в Институте наук (Instituto de Ciencias), воспитывался бабушкой — ультраконсервативной католичкой. Увлекался классическими фильмами ужасов и книгами Говарда Лавкрафта.
Производством фильмов дель Торо увлёкся ещё будучи подростком. Позже он учился созданию грима и эффектов у Дика Смита, создателя спецэффектов к фильму «Изгоняющий дьявола». Дель Торо около 10 лет был гримёром, в начале 1980-х создал свою компанию по производству спецэффектов «Некропия». Одновременно он занимался продюсированием и был режиссёром мексиканских телепрограмм. Он также был одним из основателей Мексиканского кинофестиваля в Гвадалахаре. Живёт в Лос-Анджелесе.
Первого успеха дель Торо добился, получив девять наград мексиканской киноакадемии за дебютный полнометражный фильм «Хронос» (1993). Во многом благодаря этому успеху Дель Торо создаёт свой первый голливудский фильм — «Мутанты» (1997) и по возвращении в Мехико основывает свою продюсерскую компанию «Текила Ганг».
Следующим фильмом стал «Хребет дьявола» (2001) о призраке Испанской гражданской войны. Фильм получил положительные отклики критиков и зрителей. Дель Торо снова вернулся в Голливуд. В 2002 году он становится режиссёром сиквела «Блэйд 2» с Уэсли Снайпсом в главной роли.
В 2009 году совместно с Чаком Хоганом, известным сценаристом и лауреатом премии «Дэшилл Хэммит», дель Торо выпустил книгу «Штамм. Начало», рассказывающую о вампиризме как о вирусной эпидемии. Не обошлось также и без традиционной для него темы взаимодействия тоталитарных режимов (в данном случае — нацизма) и тёмной стороны мира. Тема ребёнка-проводника между мирами тоже получает воплощение в романе.
Лауреат премии «Небьюла» за сценарий к фильму «Лабиринт Фавна».
В декабре 2017 года стало известно, что дель Торо станет режиссёром новой экранизации романа «Аллея кошмаров» Уильяма Линдсея Грешема, сценарий которого он написал в соавторстве с Ким Морган. Премьера состоялась в декабре 2021 года, фильм получил положительные отзывы и был номинирован на четыре премии «Оскар», включая «Лучший фильм».
15 октября 2022 года на Лондонском кинофестивале BFI состоялась премьера фильма «Пиноккио», 9 ноября того же года фильм вышел в прокат, а в декабре он стал доступен на Netflix.
В январе 2023 года дель Торо объявил о планах по созданию анимационной экранизации романа Кадзуо Исигуро «Погребённый великан», сценарий к которой он напишет в соавторстве с Деннисом Келли. В марте 2023 года появились официальные данные о начале работы над фильмом о Франкенштейне.
В июне 2023 года во время выступления на кинофестивале в Анси Торо заявил, что в будущем хочет сконцентрироваться на съёмках исключительно анимационных фильмов.

## Личная жизнь
Был женат на Лоренсе Ньютон, двоюродной сестре мексиканской певицы Гуадалупе Пинеда. У них двое детей. Он начал встречаться с Лоренсей, когда оба учились в Институте де Сьенсиас в Гвадалахаре. Дель Торо и Ньютон расстались в начале 2017 года и развелись в сентябре того же года. Имеет резиденции в Торонто и Лос-Анджелесе и каждые два месяца возвращается в Гвадалахару, чтобы навестить свою семью.
Дель Торо — друг других мексиканских режиссёров: Альфонсо Куарона и Алехандро Гонсалеса, все вместе они известны как «Три амиго».
- «Тень сомнения»

## Творчество

### Фильмография

#### Режиссёр
- 1985 — / Dona Lupe (короткометражный)
- 1986—1989 — / Hora Marcada (сериал)
- 1987 — Геометрия / Geometria (короткометражный)
- 1993 — Хронос / Cronos
- 1997 — Мутанты / Mimic
- 2001 — Хребет дьявола / El espinazo del diablo
- 2002 — Блэйд 2 / Blade 2
- 2004 — Хеллбой: Герой из пекла / Hellboy
- 2006 — Лабиринт фавна / El laberinto del fauno
- 2008 — Хеллбой 2: Золотая армия / Hellboy II: The Golden Army
- 2013 — Тихоокеанский рубеж / Pacific Rim
- 2014—2017 — Штамм / The Strain (сериал)
- 2015 — Багровый пик / Crimson Peak
- 2016—2018 — Охотники на троллей: Истории Аркадии / Trollhunters: Tales of Arcadia (мультсериал)
- 2017 — Форма воды / The Shape of Water
- 2018—2020 — Трое с небес: Истории Аркадии / 3Below: Tales of Arcadia (мультсериал)
- 2021 — Аллея кошмаров / Nightmare Alley
- 2022[22] — Пиноккио / Pinocchio[23]
- 2025 — Франкенштейн / Frankenstein

#### Продюсер
- 2004 — Хроники / Crónicas
- 2007 — Приют / El Orfanato
- 2008 — Пока её не было / While She Was Out
- 2008 — Калеуче: Зов моря / Caleuche: El llamado del mar
- 2009 — Прозрение / Los ojos de Julia
- 2009 — Химера / Splice
- 2011 — Кот в сапогах / Puss in Boots
- 2011 — Не бойся темноты / Don’t Be Afraid of the Dark
- 2011 — Кунг-фу Панда 2 / Kung Fu Panda 2
- 2012 — Хранители снов / Rise of the Guardians
- 2013 — Мама / Mama
- 2014 — Книга жизни / The Book of Life
- 2014—2017 — Штамм / The Strain (сериал)
- 2015 — Багровый пик / Crimson Peak
- 2016 — Кунг-фу Панда 3 / Kung Fu Panda 3
- 2016—2018 — Охотники на троллей: Истории Аркадии / Trollhunters: Tales of Arcadia (мультсериал)
- 2018—2020 — Трое с небес: Истории Аркадии / 3Below: Tales of Arcadia (мультсериал)
- 2019 — Страшные истории для рассказа в темноте / Scary Stories to Tell in the Dark
- 2021 — Оленьи рога / Antlers
- 2021 — Аллея кошмаров
- 2022 — Пиноккио / Pinocchio

#### Сценарист
- 1993 — Хронос / Cronos
- 1997 — Мутанты / Mimic
- 2001 — Хребет дьявола / El espinazo del diablo
- 2004 — Хеллбой: Герой из пекла / Hellboy
- 2006 — Лабиринт фавна / El laberinto del fauno
- 2008 — Хеллбой 2: Золотая армия / Hellboy II: The Golden Army
- 2011 — Не бойся темноты / Don’t Be Afraid of the Dark
- 2012 — Хоббит: Нежданное путешествие / The Hobbit: An Unexpected Journey
- 2013 — Мама / Mama
- 2013 — Тихоокеанский рубеж / Pacific Rim
- 2013 — Хоббит: Пустошь Смауга / The Hobbit: The Desolation of Smaug
- 2014 — Хоббит: Битва пяти воинств / The Hobbit: The Battle of the Five Armies
- 2014—2017 — Штамм / The Strain (сериал)
- 2015 — Багровый пик / Crimson Peak
- 2016—2017 — Охотники на троллей: Истории Аркадии / Trollhunters: Tales of Arcadia (мультсериал)
- 2017 — Форма воды / The Shape of Water
- 2018—2020 — Трое с небес: Истории Аркадии / 3Below: Tales of Arcadia (мультсериал)
- 2019 — Страшные истории для рассказа в темноте / Scary Stories to Tell in the Dark
- 2021 — Аллея кошмаров
- 2022 — Пиноккио / Pinocchio
- 2022 — Кабинет редкостей Гильермо дель Торо / Guillermo del Toro’s Cabinet of Curiosities

### Компьютерные игры
- Sundown[англ.] (~2006, не выпущена)
- Hellboy: The Science of Evil[англ.] (2008)
- Insane[англ.] (2012, не выпущена)
- Silent Hills (отменена)
- Death Stranding (2019) — «Дедмэн» (модель)
- Death Stranding 2: On the Beach (2025) — «Дедмэн» (модель)

### Книги и комиксы
- Штамм. Начало (2009)
- Штамм. Закат (2010)
- Штамм. Вечная ночь (2011)
- Охотники на троллей (2015[24][25])
- Hellboy: The Art of the Movie (2004[26])
- The Monsters of Hellboy II (2008[27])
- Hellboy II: The Art of the Movie (2008[28])

## Награды и номинации
См. также «List of awards and nominations received by Guillermo del Toro» в английском разделе.
- 1993 — премия «Mercedes-Benz Award» Каннского кинофестиваля («Хронос»).
- 2007 — номинация на премию «Оскар» в категории «Лучший оригинальный сценарий», «Лучший фильм на иностранном языке» («Лабиринт фавна»).
- 2007 — премия BAFTA в категории «Лучший не англоязычный фильм» и номинация в категории «Лучший оригинальный сценарий» («Лабиринт фавна»).
- 2007 — премия «Гойя» в категории «Лучший оригинальный сценарий» и номинация на премию в категории «Лучший режиссёр» («Лабиринт фавна»).
- 2008 — премия «Сатурн» — «George Pal Memorial Award».
- 2008 — премия «Бодиль» в категории «Лучший не американский фильм» («Лабиринт фавна»).
- 2017 — премия «Золотой лев» Венецианского кинофестиваля («Форма воды»).
- 2018 — премия «Золотой глобус» в категории «Лучшая режиссёрская работа» («Форма воды»).
- 2018 — премия «Оскар» в категории «Лучшая режиссёрская работа» («Форма воды»).
- 2018 — премия «Оскар» в категории «Лучший фильм» («Форма воды»).
- 2023 — премия «Оскар» в категории «Лучший анимационный полнометражный фильм» («Пиноккио Гильермо дель Торо»)